# 八本松スマートインターチェンジ
八本松スマートインターチェンジ（はちほんまつスマートインターチェンジ）は、広島県東広島市八本松町正力に建設中の山陽自動車道のスマートインターチェンジである。名称は仮称である。2026年度末までに開設予定。

## 概要
本線直結型で建設され、利用可能車種はETC搭載の全車種で24時間運用、上下線ともに出入可となる予定。本スマートインターチェンジに接続される市道には、信号機のない環状交差点（ラウンドアバウト）が東広島市内で初めて導入される。

## 道路
- E2 山陽自動車道

## 沿革
- 2020年（令和2年）10月23日 : 国土交通省より連結許可[2]。

## 隣
E2 山陽自動車道
(26)西条IC - 八本松スマートIC（事業中） - (27)志和IC